# Plectris corumbana
Plectris corumbana är en skalbaggsart som beskrevs av Moser 1921. Plectris corumbana ingår i släktet Plectris och familjen Melolonthidae. Inga underarter finns listade i Catalogue of Life.